# 4251 Kavasch
4251 Kavasch (1985 JK1) là một tiểu hành tinh vành đai chính được phát hiện ngày 11 tháng 5 năm 1985 bởi Carolyn S. Shoemaker ở Palomar.